# Bayubas de Arriba
Bayubas de Arriba är en kommun i Spanien.   Den ligger i provinsen Provincia de Soria och regionen Kastilien och Leon, i den centrala delen av landet, 140 km nordost om huvudstaden Madrid.